# بيلويي (أديغيا)
بيلويي (بالروسية: Белое) هي مدينة في جمهورية أديغيا في روسيا. يبلغ عدد سكانها حوالي 3026 نسمة.